# John de Prieëlle
John de Prieëlle (13 september 1944) is een Nederlands politicus van de CHU en later het CDA.
Hij was kabinetschef van de burgemeester van Haarlemmermeer voor hij in juni 1974 zelf benoemd werd tot burgemeester van de toenmalige Gelderse gemeente Hedel. Vanaf mei 1978 was hij daarnaast ook nog een jaar waarnemend burgemeester van de gemeente Maurik. In 1981 volgde zijn benoeming tot burgemeester van de Zuid-Hollandse gemeente Pijnacker, wat hij zou blijven tot 1 augustus 2001.
Na het vertrek van H.J. Trap als burgemeester van Heerjansdam werd vanwege de aanstaande opheffing van die gemeente besloten daar een waarnemend burgemeester aan te stellen waarbij de keuze viel op De Prieëlle. Hij heeft die functie daar uitgeoefend van januari 2000 tot die gemeente op 1 januari 2003 opging in de gemeente Zwijndrecht. Vervolgens werd hij waarnemend burgemeester in Maasland en Schipluiden. Ook toen deze in 2004 waren opgegaan in de nieuwe gemeente Midden-Delfland bleef hij in die nieuwe gemeente nog een half jaar waarnemend burgemeester. In 2004 werd hij waarnemend burgemeester van Goedereede en vervolgens is hij van 2005 tot 2007 waarnemend burgemeester geweest van de gemeente Binnenmaas. Nadien is De Prieëlle waarnemend burgemeester geworden van de gemeente Ouderkerk. Op 1 januari 2015 is die gemeente opgegaan in de nieuwe gemeente Krimpenerwaard. Hiermede kwam een einde aan zijn bestuurlijke loopbaan in Ouderkerk. In zijn carrière is hij dus bij tien verschillende gemeenten benoemd tot (waarnemend) burgemeester.